# Route nationale 457
Pour les articles homonymes, voir Route 457.
La route nationale 457 ou RN 457 était une route nationale française reliant Neuvy-sur-Loire à Aisy-sur-Armançon. Après les déclassements de 1972, elle est devenue RD 957.

## De Neuvy-sur-Loire à Clamecy
- Neuvy-sur-Loire (km 0)
- Annay (km 5)
- Arquian (km 10)
- Saint-Amand-en-Puisaye (km 17)
- Dampierre-sous-Bouhy (km 23)
- Bouhy (km 26)
- Entrains-sur-Nohain (km 33)
- Billy-sur-Oisy (km 46)
- Oisy (km 49)
- Clamecy (km 56)

La route faisait ensuite tronc commun avec la RN 77 puis la RN 151

## De Vézelay à Aisy-sur-Armançon
- Vézelay (km 79)
- Pontaubert (km 90)
- Avallon (km 94)
- Sauvigny-le-Bois (km 98)
- Montréal (km 106)
- Santigny (km 114)
- Bierry-les-Belles-Fontaines (km 121)
- Aisy-sur-Armançon (km 131)